# 신카니에촌
신카니에촌(新蟹江村)은 일본 아이치현 가이토군에 설치되었던 촌이다. 현재의 아마군 가니에정의 일부에 해당한다.